# Bloons
Bloons — це франшиза відеоігор, розроблена Ninja Kiwi. У іграх гравці використовують мавп, озброєних різними інструментами, щоб лопнути якомога більше «блонів» (повітряних куль). Вони включають серію Bloons, серію Bloons Tower Defense та кілька інших допоміжних продуктів. Більшість попередніх ігор Bloons є браузерними іграми, які використовують Adobe Flash Player, хоча деякі доступні на інших платформах. Мобільні ігри, засновані на серії Bloons, поширюються через App Store, Google Play і деякі через Steam. Ігри, створені Ninja Kiwi, старші за Bloons TD 6, доступні в архіві Ninja Kiwi у Steam.

## Розвиток
Першу гру Bloons розробили Стівен і Кріс Харріс, два брати з Нової Зеландії. До роботи над Bloons пара випустила Cash Sprint – успішна гоночна гра, яка включає щотижневі призи. Після успіху Cash Sprint вони розробили власний веб-портал для флеш-ігор, але не змогли отримати необхідний трафік. Натомість вони вирішили зосередитися на власних іграх і запустили веб-сайт – Ninjakiwi.com – з п'ятьма власними іграми. Сайт мав успіх, і це призвело до роботи над Bloons.
Основна концепція для Bloons прийшла від дружини Стівена. Коли Стівен запитав її, що буде цікавого в новій грі, вона згадала карнавальні ігри з дартсом і повітряними кулями. Перша версія була розроблена швидко, і гра вийшла 5 березня 2007 року. Він став популярним, особливо після того, як його підхопив Digg, і незабаром досяг приблизно 100 000 гравців на день. До 2011 року в гру зіграли понад 3 мільярди разів.

## Рецепція
Веб-сайт технічних засобів масової інформації CNET схвально відгукнувся про ігри Bloons Tower Defense для iPhone, описавши їх як «майже все від улюбленої класики в Інтернеті». Стаття негативно відгукується про елементи керування, стверджуючи, що «[вони] трохи вибагливі», але загалом їхнє враження позитивне, кажучи, що гра є ідеальним вступом до жанру захисту вежі для маленьких дітей.